# Resolució 1779 del Consell de Seguretat de les Nacions Unides
La Resolució 1779 del Consell de Seguretat de les Nacions Unides fou adoptada per unanimitat el 28 de setembre de 2007. Observant amb gran preocupació la deterioració de la situació humanitària a la regió del Darfur al Sudan, el Consell de Seguretat hi va prorrogar durant un any el mandat del Grup d'Experts designat per supervisar l'embargament d'armes.
Actuant en virtut del Capítol VII de la Carta de les Nacions Unides, el Consell va prorrogar fins al 15 d'octubre de 2008 el mandat del grup de quatre membres designat originalment de conformitat amb la resolució 1591 (2005).
El Consell també va demanar al Grup que organitzés una reunió a mitjà termini sobre el seu treball abans del 29 de març de 2008, un informe provisional separat en 90 dies, i un informe final a 30 dies abans de la finalització del seu mandat.
Segons la resolució original, el Consell va decidir que tots els estats adoptessin les mesures necessàries per evitar la venda o subministrament d'armes i equips militars als bel·ligerants en el conflicte del Darfur, en què almenys 400.000 persones han estat assassinades i uns 2 milions de desplaçats des de l'inici dels combats a principis de 2003.